# 庫諾拉納山 (科拉尼區)
13°52′26″S 70°48′00″W / 13.87389°S 70.80000°W

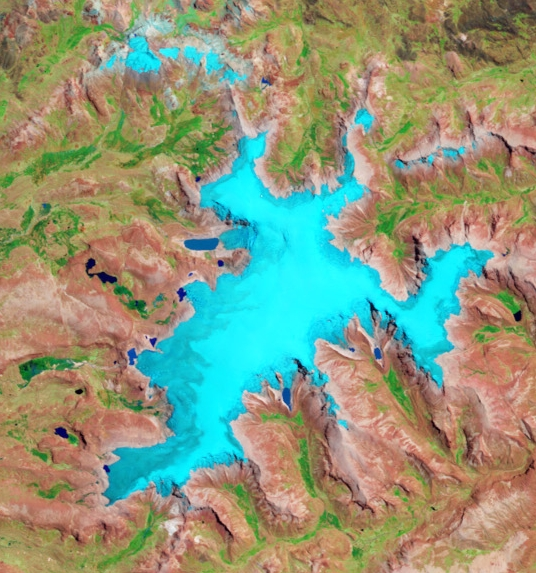

庫諾拉納山（Cunorana），是秘魯的山峰，位於該國東南部普諾大區，由卡拉瓦亞省的科拉尼區負責管轄，屬於韋爾卡努塔山脈的一部分，海拔高度約5,300米。